# Copa Catalunya de waterpolo femenina 2010-2011
La Copa Catalunya Divisió d'Honor femenina 2011-2012 fou la tercera edició de la Copa Catalunya de waterpolo. Se celebrà des del 28 de setembre fins al 3 d'octubre de 2010 i fou organitzada per la Federació Catalana de Natació. Hi participaren set equips, la majoria dels quals participants de la Lliga estatal. La competició es disputà en dues fases, una primera, en format de fase de regular, i la segona, en format d'eliminació directa. A la primera fase, els clubs participants disputaren una lligueta, agrupats en dos grups de cinc equips cadascun. Es classificaren per a la següent ronda els quatre primers classificats d'ambdós grups. La segona fase de la competició es disputà amb quarts de final a doble partit i una final a quatre, que se celebrà l'1 i 3 d'octubre a la piscina del Club Natació Terrassa.
Es proclamà campió el Club Natació Sabadell, que aconseguí el seu segon títol consecutiu.

## Clubs participants
- CN Mataró El Tot
- Club Esportiu Mediterrani
- Club Natació Montjuïc
- Club Natació Sabadell
- Club Natació Sant Andreu
- Club Natació Sant Feliu
- Club Natació Terrassa

## Competició

### Quadre de competició
|  | Quarts de final          | Quarts de final       |                       |    | Semifinals | Semifinals |  |  | Final | Final |
|  |                          |                       |                       |    |            |            |  |  |       |       |
|  | 28 de setembre 20:45 CET |                       |                       |    |            |            |  |  |       |       |
|  |                          |                       |                       |    |            |            |  |  |       |       |
|  | CN Montjuïc              | 2                     |                       |    |            |            |  |  |       |       |
|  | CN Montjuïc              | 2                     | 1 d'octubre 16:00 CET |    |            |            |  |  |       |       |
|  | CN Sabadell              | 18                    |                       |    |            |            |  |  |       |       |
|  | CN Sabadell              | 18                    | CN Sabadell           | 13 |            |            |  |  |       |       |
|  | 28 de setembre 20:45 CET |                       | CN Sabadell           | 13 |            |            |  |  |       |       |
|  |                          | CN Sant Andreu        | 4                     |    |            |            |  |  |       |       |
|  | CN Sant Andreu           | CN Sant Andreu        | 4                     | 8  |            |            |  |  |       |       |
|  | CN Sant Andreu           |                       | 3 d'octubre 11:00 CET | 8  |            |            |  |  |       |       |
|  | CN Mataró El Tot         | 5                     |                       |    |            |            |  |  |       |       |
|  | CN Mataró El Tot         | 5                     | CN Sabadell           | 21 |            |            |  |  |       |       |
|  | 28 de setembre 21:15 CET |                       | CN Sabadell           | 21 |            |            |  |  |       |       |
|  |                          | CE Mediterrani        | 5                     |    |            |            |  |  |       |       |
|  | CN Sant Feliu            | CE Mediterrani        | 5                     | 4  |            |            |  |  |       |       |
|  | CN Sant Feliu            | 1 d'octubre 17:15 CET |                       | 4  |            |            |  |  |       |       |
|  | CE Mediterrani           | 11                    |                       |    |            |            |  |  |       |       |
|  | CE Mediterrani           | 11                    | CE Mediterrani        | 9  |            |            |  |  |       |       |
|  |                          |                       | CE Mediterrani        | 9  |            |            |  |  |       |       |
|  |                          |                       | CN Terrassa           | 8  |            |            |  |  |       |       |
|  |                          |                       | CN Terrassa           | 8  |            |            |  |  |       |       |
|  |                          |                       |                       |    |            |            |  |  |       |       |
|  |                          |                       |                       |    |            |            |  |  |       |       |
|  |                          |                       |                       |    |            |            |  |  |       |       |

## Fase final

### Semifinals
El CN Sabadell, vigent campió, el CN Sant Andreu, el CE Mediterrani i el CN Terrassa, com a club organitzador, disputaren la fase final de la Copa Catalunya de waterpolo. Es disputà l'1 i el 3 d'octubre de 2010 a la Piscina del CN Terrassa.

#### CN Sabadell vs. CN Sant Andreu
A la primera semifinal, el CN Sabadell vencé amb comoditat al CN Sant Andreu per 13 a 4. El club sabadellenc es classificà per a la seva segona final consecutiva.
| 1 d'octubre de 2010 16:00 CET Informe | CN Sabadell                             | 13‐4 | CN Sant Andreu | Piscina del CN Terrassa. Terrassa Àrbitres: J.M.Fuentes i Iolanda Ruiz |
| 1 d'octubre de 2010 16:00 CET Informe | Resultat per quarts: 2-2, 3-2, 5-1, 3-1 |      |                | Piscina del CN Terrassa. Terrassa Àrbitres: J.M.Fuentes i Iolanda Ruiz |
| 1 d'octubre de 2010 16:00 CET Informe | Pareja, García 3                        | Gols | Gorría 3       | Piscina del CN Terrassa. Terrassa Àrbitres: J.M.Fuentes i Iolanda Ruiz |

#### CE Mediterrani vs. CN Terrassa
A la segona semifinal, el CE Mediterrani guanyà per la mínima al club local, el CN Terrassa, per 9 a 8. El club barceloní es classificà per a la seva segona final.
| 1 d'octubre de 2010 17:15 CET Informe | CE Mediterrani                          | 9‐8  | CN Terrassa | Piscina del CN Terrassa. Terrassa Àrbitres: Sergi Galindo i Iolanda Ruiz |
| 1 d'octubre de 2010 17:15 CET Informe | Resultat per quarts: 4-1, 1-2, 3-3, 1-2 |      |             | Piscina del CN Terrassa. Terrassa Àrbitres: Sergi Galindo i Iolanda Ruiz |
| 1 d'octubre de 2010 17:15 CET Informe | P. Chillida 5                           | Gols | G.Pané 3    | Piscina del CN Terrassa. Terrassa Àrbitres: Sergi Galindo i Iolanda Ruiz |

### Final
El CN Sabadell i el CE Mediterrani disputaren la III Copa Catalunya de waterpolo.
| 3 d'octubre de 2010 11:00 CET | CN Sabadell                             | 21‐5 | CE Mediterrani | Piscina del CN Terrassa. Terrassa |
| 3 d'octubre de 2010 11:00 CET | Resultat per quarts: 6-1, 7-1, 2-0, 6-3 |      |                | Piscina del CN Terrassa. Terrassa |